# Веслање на Летњим олимпијским играма 1904 — осмерац за мушкарце
Трка осмераца је била једна од пет дисциплина веслања на Олимпијским играма 1904.. Такмичење је одржано 30. јула 1904. на језеру у близини Сент Луиса. Стаза је била дугачка 1,5 миљу (2.414 м).
Учествовала су само два чанца из две земље. Поред чамца домаћина такмичили су се и представници  Канаде. Чланови канадског осмерца су били једини страни такмичари који су учествовали на такмичењу у веслању на овим Олимпијским играма, поред представника домаћина.

## Резултати

### Финале
| Пласман | Такмичари | Резултати                  |
| ------- | --- | -------------------------- |
|         | САД Фредерик Кресер Мајкл Глисон Франк Шел Џејмс Фланаган Чарлс Армстронг Хари Лот Џозеф Демпси Џон Ексли Луис Абел          | 7:50,0                     |
|         | Канада Артур Бејли Вилијам Рајс Џорџ Рајфенстин Фил Бојд Џорџ Стренџ Вилијам Вадсворт Доналд Макензи Џозеф Рајт Томас Лаудон | заостали за 3 дужине чамца |
|         | Није било више такмичара | —                          |